# Радошић (Лећевица)
Радошић је насељено место у саставу општине Лећевица, Сплитско-далматинска жупанија, Република Хрватска.

## Историја
До територијалне реорганизације у Хрватској, налазио се у саставу старе општине Каштела.

## Становништво
На попису становништва 2011. године, Радошић је имао 174 становника.
| Број становника по пописима | Број становника по пописима | Број становника по пописима | Број становника по пописима | Број становника по пописима | Број становника по пописима | Број становника по пописима | Број становника по пописима | Број становника по пописима | Број становника по пописима | Број становника по пописима | Број становника по пописима | Број становника по пописима | Број становника по пописима | Број становника по пописима | Број становника по пописима |
| --------------------------- | --------------------------- | --------------------------- | --------------------------- | --------------------------- | --------------------------- | --------------------------- | --------------------------- | --------------------------- | --------------------------- | --------------------------- | --------------------------- | --------------------------- | --------------------------- | --------------------------- | --------------------------- |
| 1857.                       | 1869.                       | 1880.                       | 1890.                       | 1900.                       | 1910.                       | 1921.                       | 1931.                       | 1948.                       | 1953.                       | 1961.                       | 1971.                       | 1981.                       | 1991.                       | 2001.                       | 2011.                       |
| 693                         | 764                         | 780                         | 808                         | 907                         | 1.041                       | 1.000                       | 1.091                       | 959                         | 890                         | 815                         | 550                         | 405                         | 263                         | 202                         | 174                         |

Напомена: У 1991. смањено издвајањем дела насеља који је припојен насељу Лећевица. У 1857., 1869. и од 1910. до 1948. садржи део података за насеље Лећевица.

### Попис 1991.
На попису становништва 1991. године, насељено место Радошић је имало 263 становника, следећег националног састава:
| Попис 1991.‍  | Попис 1991.‍  | Попис 1991.‍ | Попис 1991.‍ | Попис 1991.‍ |
| ------------ | ------------ | ----------- | ----------- | ----------- |
|              |              |             |             |             |
| Хрвати       | Хрвати       |             | 228         | 86,69%      |
| Срби         | Срби         |             | 33          | 12,54%      |
| неопредељени | неопредељени |             | 2           | 0,76%       |
| укупно: 263  |              |             |             |             |

## Презимена
- Галић — Православци
- Козлица — Православци
- Шкаро — Православци